# 사워크림

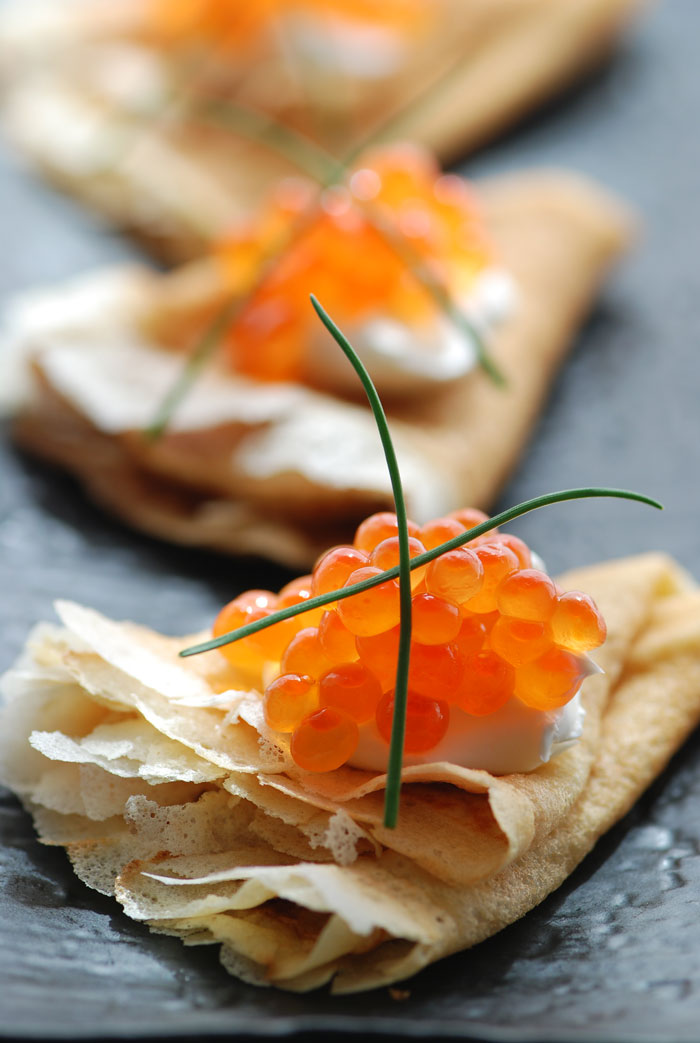
사워크림과 붉은 생선알을 얹은 블리니

사워크림(sour cream) 또는 발효크림은 유제품으로, 일반 크림에 미생물 배양체인 유산균으로 발효시켜 만든 크림이다. 유산균은 크림을 만드는 과정에서 자연적으로 발생되거나 인위적으로 첨가되어, 크림에 적절한 신맛을 띠게 하며 걸죽하게 만든다. 사워 크림은 박테리아 발효에 의한 유산의 공정에서 얻어진 이름에서 유래하기 때문에, 때때로 그 공정을 사워링(souring)이고 한다.

## 용도
사워크림은 북미와 유럽에서 주로 사용되며, 조미료로써 종종 사용된다. 사워크림은 크림이 들어간 샐러드 드레싱의 기본 재료로 사용되며, 빵을 구울 때도 사용되고, 케이크나, 쿠키, 미국식 비스켓, 스콘 등을 만들 때에도 첨가된다. 구운 감자위에 잘게 썬 골파와 차가운 사워크림을 얹는 것은 전통적인 토핑으로 여겨진다.
"사워크림과 양파"는 감자칩의 인기있는 풍미이다. 사워크림은 감자칩이나 크래커 등에 같이 찍어먹기 용도로 쓰이는 소스의 재료로도 사용된다. 우크라이나와 러시아 요리에서 사워크림은 종종 보르시나 다른 종류의 수프에 첨가되며, 피로슈키를 위한 양념으로 사용된다.

## 같이 보기
- 크림
- 요거트
- 발효
- 스메타나
- 감자칩